# Heterops bipartitus
Heterops bipartitus är en skalbaggsart som beskrevs av Lacordaire 1869. Heterops bipartitus ingår i släktet Heterops och familjen långhorningar.
Artens utbredningsområde är Kuba. Inga underarter finns listade i Catalogue of Life.